# Projekt 23120
Projekt 23120 je lodní třída logistických podpůrných lodí a oceánských remorkérů ruského námořnictva schopných operací v Arktidě. Mezi jejich úkoly patří zásobování základen, lodí a ponorek, mise SAR a pomoc plavidlům v nouzi. Celkem byly objednány tři jednotky této třídy.

## Stavba
Plavidla této třídy staví loděnice JSC Severnaja v Petrohradu. Kýl prototypové jednotky Elbrus byl založen 14. listopadu 2012, v den 100. výročí vzniku loděnice Severnaja. Loď byla v červnu 2015 spuštěna na vodu a v září 2016 zahájila námořní zkoušky. Druhá jednotka Vsevolod Bobrov byla na vodu spuštěna v listopadu 2016.
Jednotky projektu 23120:
| Jméno            | Založení kýlu | Spuštěna           | Vstup do služby | Status    |
| ---------------- | ------------- | ------------------ | --------------- | --------- |
| Elbrus           | 2012          | 26. června 2015    | 4. dubna 2018   | aktivní   |
| Vsevolod Bobrov  | 2013          | 16. listopadu 2016 | 20. srpna 2021  | nejistý   |
| Kapitan Ševčenko | 2014          | 2016 (plán)        | 2016 (plán)     | ve stavbě |

## Konstrukce

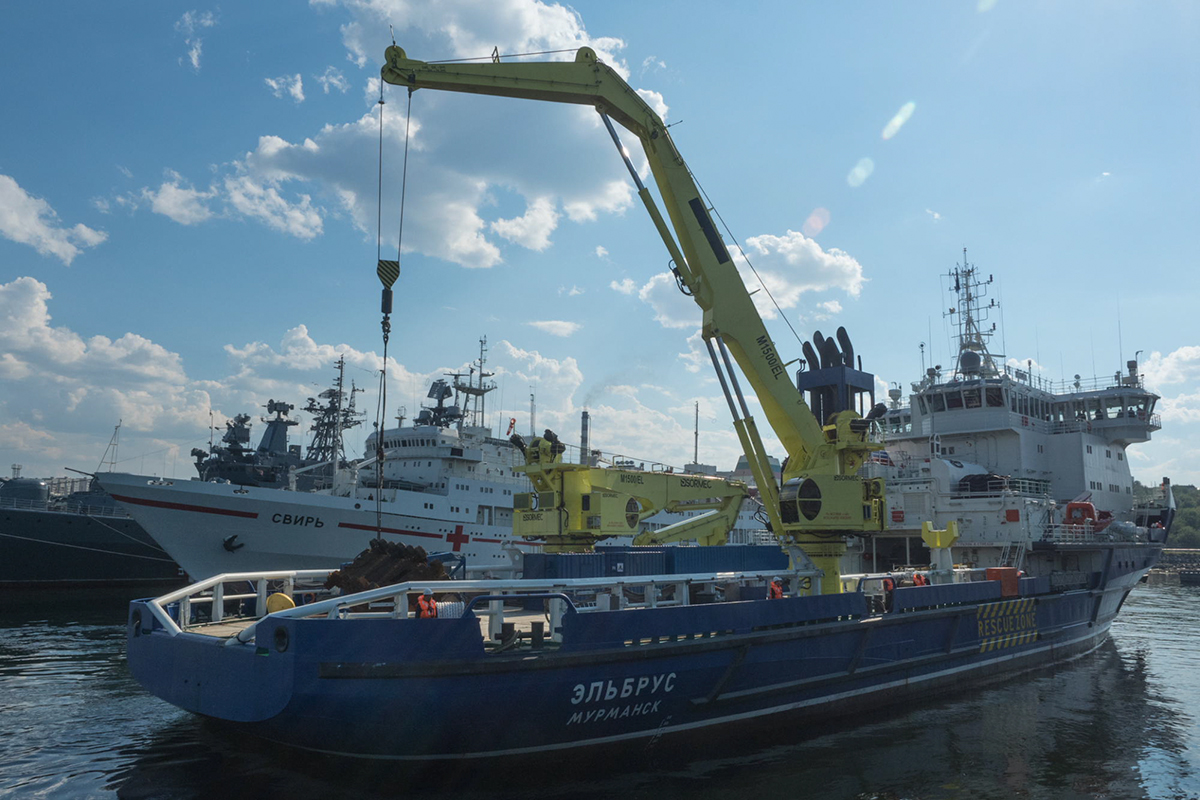
Elbrus

Plavidla konstrukčně vycházejí z civilních lodí pro zásobování ropných plošin (liší se zejména vyšší odolností úrovně ARC4). Jsou uzpůsobena službě v Arktidě a mohou plout ledem silným až 60 cm. Kromě 27 členů posádky mají prostory pro dočasné ubytování dalších až 50 osob. Kapacita nákladu je 2000 tun (jiný pramen uvádí 4500 tun). Na zádi jsou vybavena jeřábem o nosnosti 50 tun. Pohonný systém tvoří čtyři dieselové generátory, každý o výkonu 4450 kW, jeden dieselový generátor s výkonem 1120 kW a jeden s výkonem 238 kW, dále dva elektromotory s výkonem po 8160 hp. Elektřina pohání dva pody. Manévrovací schopnosti zlepšují dvě příďová dokormidlovací zařízení. Nejvyšší rychlost dosahuje 18 uzlů. Dosah je 5000 námořních mil. Autonomie dosahuje 60 dnů.